# Stegobolus metaphoricus
Stegobolus metaphoricus är en lavart som först beskrevs av William Nylander och som fick sitt nu gällande namn av Andreas Frisch. 
Stegobolus metaphoricus ingår i släktet Stegobolus och familjen Graphidaceae. Inga underarter finns listade i Catalogue of Life.